# Chełm (powiat bocheński)

Nieoficjalny herb wsi Chełm

Chełm – wieś w Polsce położona w województwie małopolskim, w powiecie bocheńskim, w gminie Bochnia.
Wieś położona w końcu XVI wieku w powiecie szczyrzyckim województwa krakowskiego była własnością klasztoru bożogrobców w Miechowie. W latach 1975–1998 miejscowość należała administracyjnie do województwa tarnowskiego.

## Historia
Na wzgórzu Chełm, zwanym również Grodziskiem (ok. 270 m n.p.m.) stwierdzono ślady osady z okresu kultury ceramiki promienistej (ok. 2 tys. lat p.n.e.) oraz wczesnośredniowiecznego grodziska z X wieku. Osadę wraz z kościołem podarował bożogrobcom Mikora Gryfita (zm. po 1175) – komes Bolesława Krzywoustego. Pierwsza pisana wzmianka o Chełmie pochodzi z 1198 roku. Do 1838 roku wieś należała do bożogrobców z Miechowa.

## Zabytki
Obiekty wpisane do rejestru zabytków nieruchomych województwa małopolskiego.
- Kościół parafialny pw. św. Jana Chrzciciela z lat 1738–1749 oraz dzwonnica. Na sklepieniu w zakrystii późnobarokowa polichromia z XVIII w. przedstawiająca akt nadania klasztorowi bożogrobców przywilejów i pobliskiej osady Targowisko;
- grodzisko wczesnośredniowieczne na wzgórzu nad Rabą.

### Inne zabytki
- cmentarz wojenny z I wojny światowej – nr 334;
- Muzeum Parafialne im. Stróżów Bożego Grobu w Chełmie.

Przez Chełm przechodzi Małopolski Szlak Bożogrobców, z którymi związana jest historia tej miejscowości.

## Ludzie związani z Chełmem
- Antoni Tworek (1936–2020) – proboszcz miejscowej parafii w latach 1971–2006, twórca Muzeum Parafialne im. Stróżów Bożego Grobu w Chełmie[9].